# Athassel Priory

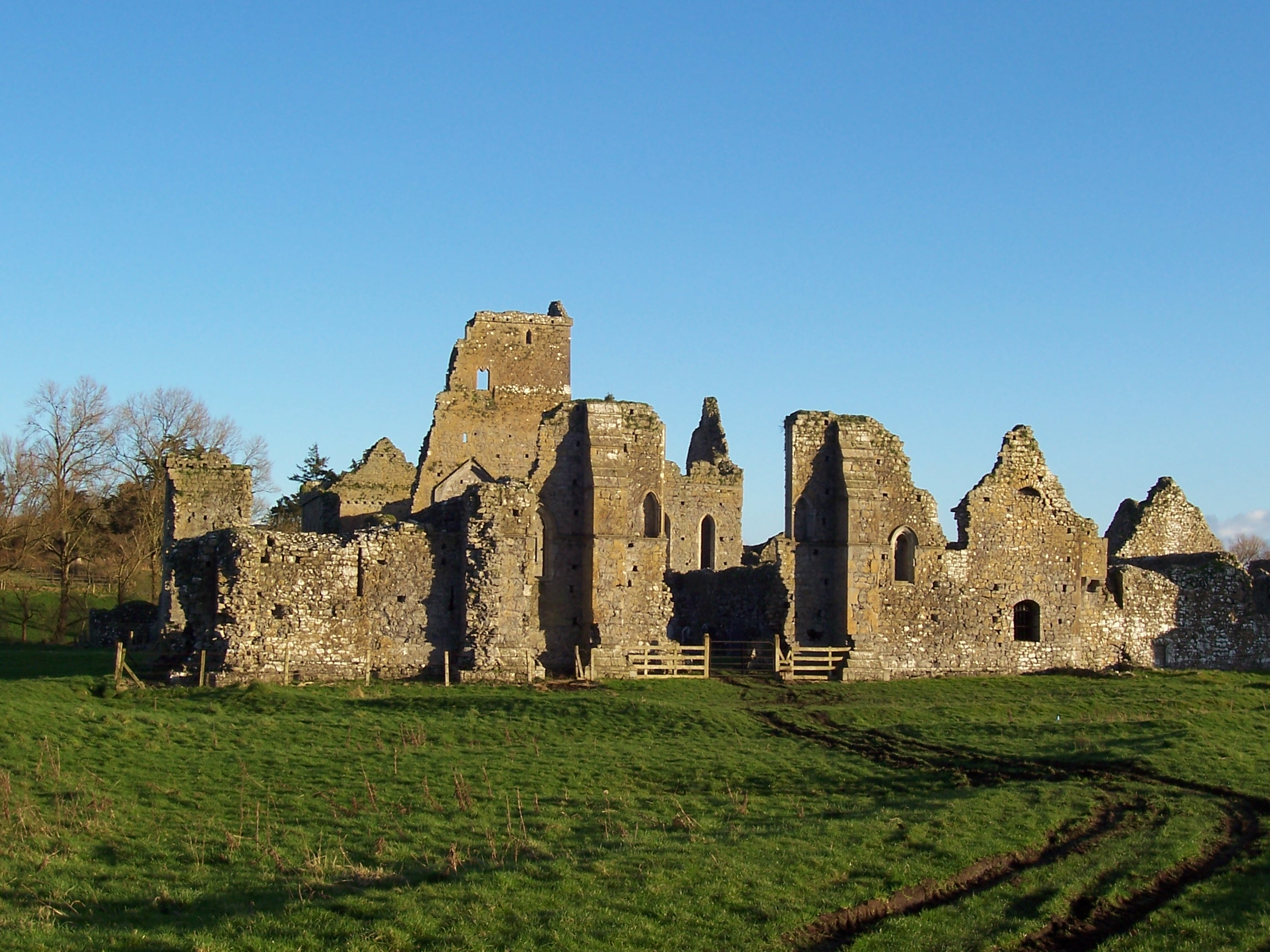

Die Athassel Priory (irisch Áth Iseal, „niedere Furt“) ist die weitläufigste und älteste Klosteranlage in der Republik Irland. Sie liegt im County Tipperary, abseits der touristischen Routen, soll jedoch für den Tourismus erschlossen werden.
Das Kloster der Augustiner-Chorherren wurde von William fitzAdelm de Burgo Ende des 12. Jahrhunderts gegründet. Die Gebäude stammen fast ausschließlich aus dem 13. Jahrhundert und wurden bei späteren Reparaturen nur geringfügig verändert. 1319 und 1329 zerstörten irische Truppen das Kloster, weil die anglo-normannische Familie de Burgo die Mönche unterstützte. Durch den Wiederaufbau kam es allerdings nicht zu großen Veränderungen. Eine weitere Zerstörung im Jahr 1447 führte jedoch zum Niedergang des Klosters, da anscheinend das Dach der Kirche nicht wieder aufgebaut wurde.
Aufbau und Anordnung der Klosterbauten sind dem Stil der Zisterzienser-Klöster verpflichtet. Besonders zeigt sich das im rechteckigen Chor, dem Kapitelsaal, den Querhauskapellen und dem Schlafsaal mit Dormitoriumstreppe. Ein fein gearbeitetes Portal zum Refektorium im Süden ist gut erhalten. Der Kreuzgang jedoch ist weitgehend zerstört und auch die einst blühende städtische Siedlung, die vor dem Kloster lag, ist verschwunden.
Im Jahr 2004 wurde die 800 Jahre alte Klosteranlage in die Liste der 100 meist gefährdeten Kulturdenkmäler (List of Most Endangered Monuments) des World Monuments Fund’s aufgenommen. Ab 2009 finden substanzerhaltende Sanierungsmaßnahmen statt.